# Terry Bartlett (cầu thủ bóng đá)
Terence Richard "Terry" Bartlett (sinh ngày 28 tháng 8 năm 1948) là một cựu cầu thủ bóng đá người Anh thi đấu ở vị trí tiền vệ chạy cánh.